# Tufão Noru (2017)
O tufão Noru foi o segundo ciclone tropical de maior duração do Oceano Pacífico Noroeste já registado - atrás apenas de Wayne de 1986 e empatado com Rita de 1972 - e o segundo ciclone tropical mais intenso da bacia em 2017, empatado com Talim. Formando-se como a quinta tempestade nomeada da temporada anual de tufões em 20 de julho, Noru ainda se intensificou no primeiro tufão do ano em 23 de julho. No entanto, Noru começou a interagir com a tempestade tropical Kulap em 24 de julho, executando um loop no sentido anti-horário a sudeste do Japão. Enfraquecendo para uma forte tempestade tropical em 28 de julho, Noru começou a se fortalecer ao virar bruscamente para o oeste em 30 de julho. Em meio a condições favoráveis, o Noru intensificou-se rapidamente no primeiro supertufão da temporada e atingiu o pico de intensidade com características anulares em 31 de julho. No início de agosto, Noru passou por uma tendência de enfraquecimento gradual enquanto curvava para noroeste e depois para norte. Depois de parar as ilhas Satsunan, enfraquecendo-se para uma forte tempestade tropical novamente em 5 de agosto, o sistema começou a acelerar para nordeste em direção à região de Kansai no Japão, atingindo a província de Wakayama em 7 de agosto. Noru tornou - se extratropical sobre o mar do Japão em 8 de agosto e se dissipou um dia depois.
Noru foi responsável por duas mortes na província de Kagoshima, e pelo menos $ 100 milhões (2017 USD) em danos no Japão.

## História meteorológica
Uma baixa não tropical formada cerca de 700 km (430 mi) norte-noroeste da Ilha Wake por volta das 00:00 UTC de 18 de julho de 2017, que fez a transição para uma depressão tropical cerca de um dia depois. Na tarde de 19 de julho, a Agência Meteorológica do Japão (JMA) começou a emitir avisos de ciclones tropicais no sistema, prevendo uma tempestade tropical em 24 horas. Embora a vazão fosse fraca para o sistema parcialmente organizado naquela época, o baixo cisalhamento do vento vertical e a temperatura da superfície do mar (TSM) a 29 ºC foram propícios ao desenvolvimento. Retendo originalmente algumas características subtropicais, começou a transição para um sistema totalmente tropical e com núcleo quente; portanto, o Joint Typhoon Warning Center (JTWC) emitiu um alerta de formação de ciclone tropical para o sistema no início de 20 de julho, quando bandas convectivas profundas fragmentadas envolveram seu amplo centro de circulação de baixo nível (LLCC). Uma fonte pontual posicionada sobre o centro também melhorou o fluxo de saída no alto. Às 12:00 UTC, o sistema intensificou-se na quinta tempestade tropical do Noroeste do Pacífico em 2017, que recebeu o nome internacional Noru meio dia depois pela JMA operacionalmente. Além disso, o JTWC atualizou o sistema para uma depressão tropical às 21:00 UTC. 12 horas depois, o JTWC atualizou Noru para uma tempestade tropical, apesar de sua LLCC parcialmente exposta; ao mesmo tempo, começou a seguir para oeste ao longo da periferia sudoeste da crista subtropical (STR) posicionada a nordeste.

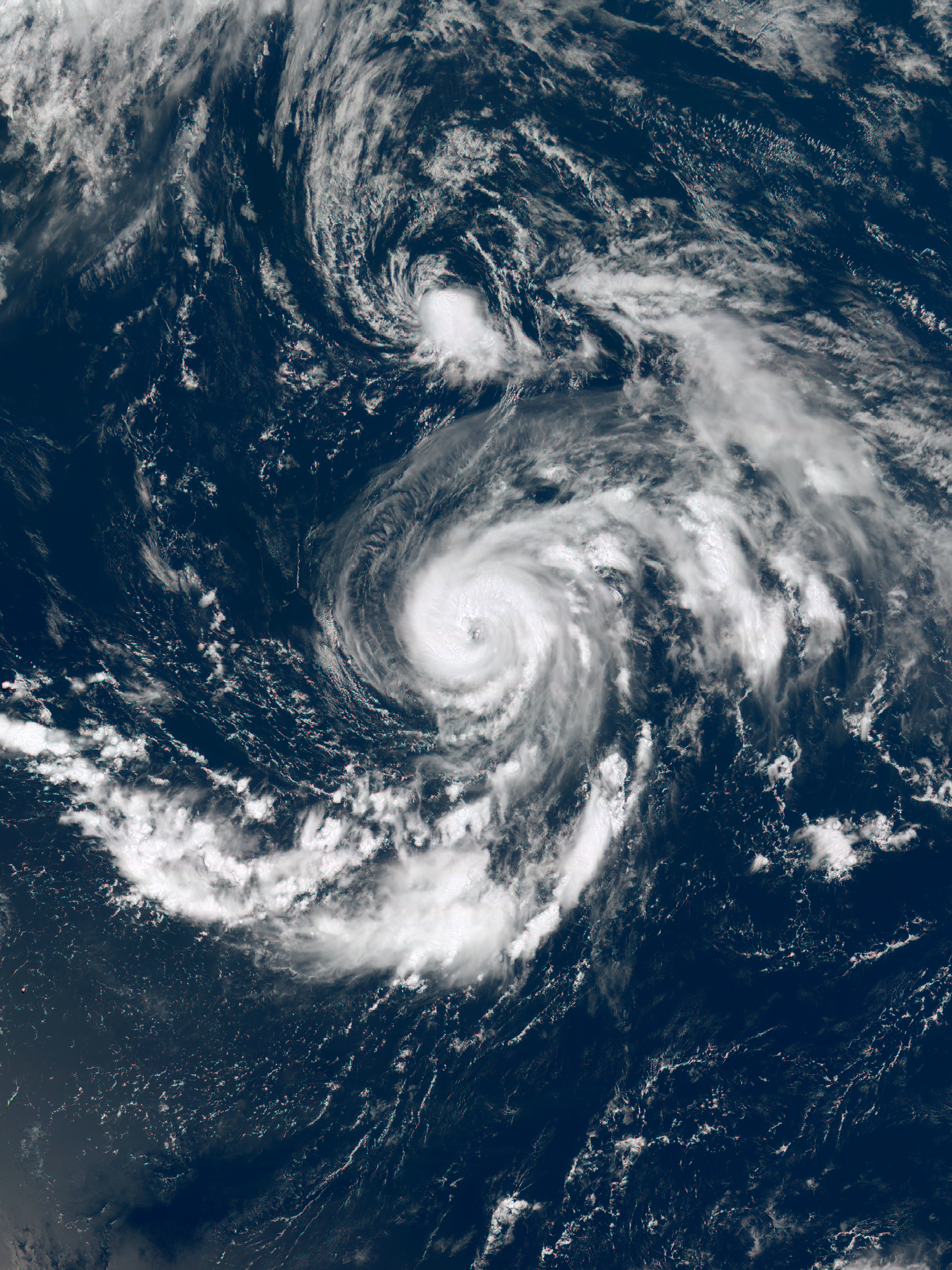
Tufão Noru (sul) e tempestade tropical Kulap (norte) passando por interação Fujiwhara em 25 de julho

Noru lutou para se intensificar significativamente por dois dias devido aos valores relativamente baixos do conteúdo de calor do oceano e sua estrutura assimétrica, até que se tornou uma forte tempestade tropical por volta das 18:00 UTC em 22 de julho. Posteriormente, o Noru diminuiu a velocidade e permaneceu parado, devido a um complexo ambiente de direção que consistia em sulcos em três lados. O fluxo de direção também fez a transição de uma crista subtropical a oeste para uma crista próxima equatorial ao sul do sistema. O noru intensificou-se rapidamente para o primeiro tufão de 2017 por volta das 12:00 UTC em 23 de julho marcando a última ocorrência do primeiro tufão desde 1998. Apresentava um 20 km (12 mi) olho de pinhole de diâmetro que embebeu em um núcleo extremamente compacto localizado a cerca de 900 km (560 mi) a leste das Ilhas Bonin, graças ao fluxo moderado para o leste, SSTs anormalmente quentes e baixo cisalhamento vertical do vento. Depois disso, o olho reapareceu repetidamente e se encheu devido ao aumento do deslocamento vertical do vento, melhorando o fluxo de saída dos pólos para o alto-baixo associado à tempestade tropical Kulap. Noru também começou a seguir na direção leste-sudeste sob a influência de direção de uma cordilheira equatorial próxima ao sul.

## Interação com a tempestade tropical Kulap
Em 24 de julho, uma interação Fujiwhara entre Noru e Kulap começou. Como resultado, Kulap ficou diretamente localizado ao norte de Noru no início de 25 de julho, e esta situação permitiu que o ar frio e seco se intrometesse ao longo da periferia oeste e sul do tufão, fazendo com que Noru se enfraquecesse ligeiramente com o núcleo convectivo significativamente mais raso. A principal influência de direção para os noruegueses ainda era uma crista equatorial próxima ao sul, mas outra crista também estava se formando a leste, virando Noru para o nordeste e depois para o norte. Embora o cisalhamento do vento vertical relaxou um pouco com o robusto canal de saída para o leste em 26 de julho, a redução da humidade relativa de nível médio e SSTs ligeiramente deprimidos em 26 de julho ° C a 27 ° C temperou a intensificação e até erodiu a estrutura convectiva. Tendo terminado um loop ciclônico e seguindo oeste-noroeste ao longo da periferia sul de uma crista de camadas profundas para o nordeste, Noru mostrou alguns sinais de transição para um sistema híbrido, com uma baixa de nível superior próximo e uma estrutura térmica mais indicativa de um tempestade subtropical. No entanto, Noru reformou um 35 km (22 mi) diâmetro do olho no final do mesmo dia, e enquanto o ar seco ainda estava entrincheirado na porção sul do tufão, a extensão do ar seco havia encolhido e o envelope de humidade estava se expandindo, formando um casulo hospitaleiro para o sistema residir.

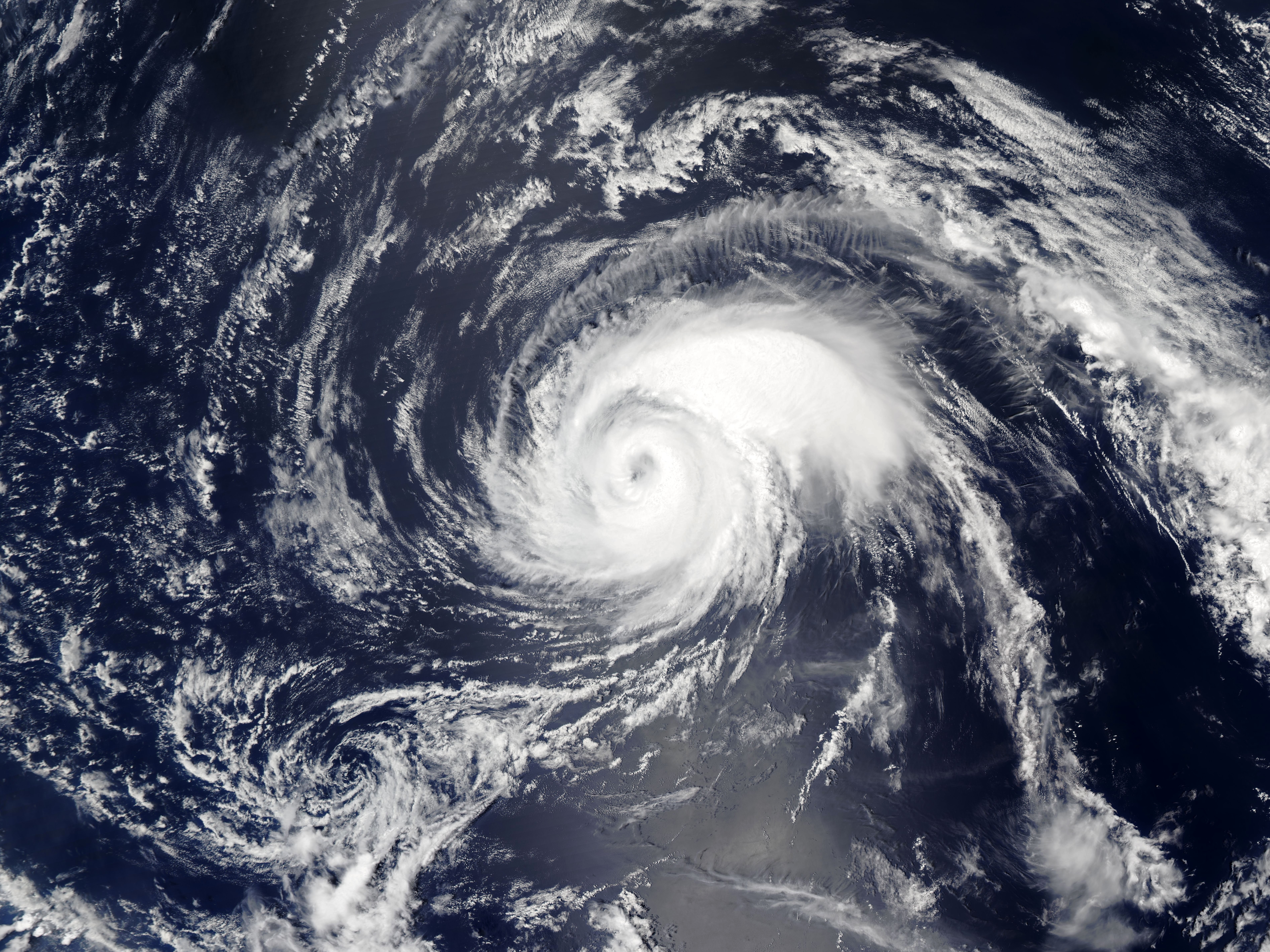
Tufão Noru absorvendo os restos da tempestade tropical Kulap em 27 de julho

Em 27 de julho, Noru começou a seguir para oeste ao longo da periferia sul de uma crista de camadas profundas a nordeste. O ambiente de nível superior era extremamente complexo, com uma célula de vale troposférico superior tropical (TUTT) tendo-se desenvolvido apenas a sudoeste, outra baixa de nível superior a sudeste e um anticiclone induzido apenas ao sul e se estendendo por Noru. A célula TUTT acima mencionada para o sudoeste também fornecia uma fonte fraca de escoamento. Além disso, a combinação do fluxo de saída de nível superior complexo e baixo cisalhamento do vento vertical estava ajudando Noru a manter a intensidade. Por volta das 00:00 UTC de 28 de julho, Noru seguiu ligeiramente enfraquecido em uma forte tempestade tropical ao se aproximar das Ilhas Bonin. O ar seco envolveu completamente o sistema com uma fraca convecção envolvendo um olho irregular; além disso, o cisalhamento do vento vertical foi alto, mas o vetor de cisalhamento estava, em geral, alinhado com o movimento da tempestade, com valores de cisalhamento relativo resultantes na faixa de baixo a moderado. Ao mesmo tempo, o fluxo de direção mudou para a crista subtropical centrada sobre o Mar da China Oriental, fazendo com que Noru seguisse para sudoeste ao longo da fronteira leste desta STR. Apesar de SSTs mais quentes em 28° C a 29° C que apoiou a intensificação para Noru na área, o ambiente de nível superior complexo com uma célula TUTT a sudeste e uma crista distante ao norte combinando a vazão limite, enquanto o ar seco continuou envolvendo o tufão e isolando-o de qualquer humidade significativa.

## Reintensificação e intensidade de pico
A Noru reformou um olho por volta das 09:00 JST (00:00 UTC) do dia 29 de julho, enquanto estava situado a 70 km (43 mi) a leste de Chichijima, a maior ilha de Ogasawara. Com base nas observações de Iwo To, o JTWC rebaixou o Noru a uma tempestade tropical por volta das 18:00 UTC, momento em que o sistema estava seguindo diretamente para o sul ao longo da periferia oriental de uma extensão do STR posicionada a oeste. No início de 30 de julho, o Noru começou a melhorar sua estrutura convectiva, fazendo com que o JMA e o JTWC atualizassem o Noru para um tufão novamente. Nas 24 horas seguintes, o Noru intensificou-se rapidamente e o JTWC relatou que havia se tornado um supertufão de categoria 4 por volta de 225 km (140 mi) ao sul de Iwo To por volta das 18:00 UTC, com ventos sustentados de um minuto a 250 km/h (160 mph), embora operacionalmente tenha sido colocado na categoria 5 de força com ventos de 260 km/h (160 mph). O tufão assumiu características anulares, com um anel simétrico de convecção profunda em torno de 30 km (19 mi) olho bem definido e temperaturas de topo de nuvem bastante uniformes. As condições ambientais eram favoráveis com escoamento radial, reforçado por um canal de escoamento em direção ao pólo para o TUTT e um jato subtropical para o leste-nordeste. O movimento anterior de Noru para o sul também levou-se à área mais quente com SSTs em 29 ° C a 30 ° C, favorecendo a intensificação. Neste momento, Noru começou a derivar para o oeste dentro de um ambiente de direção competitivo.

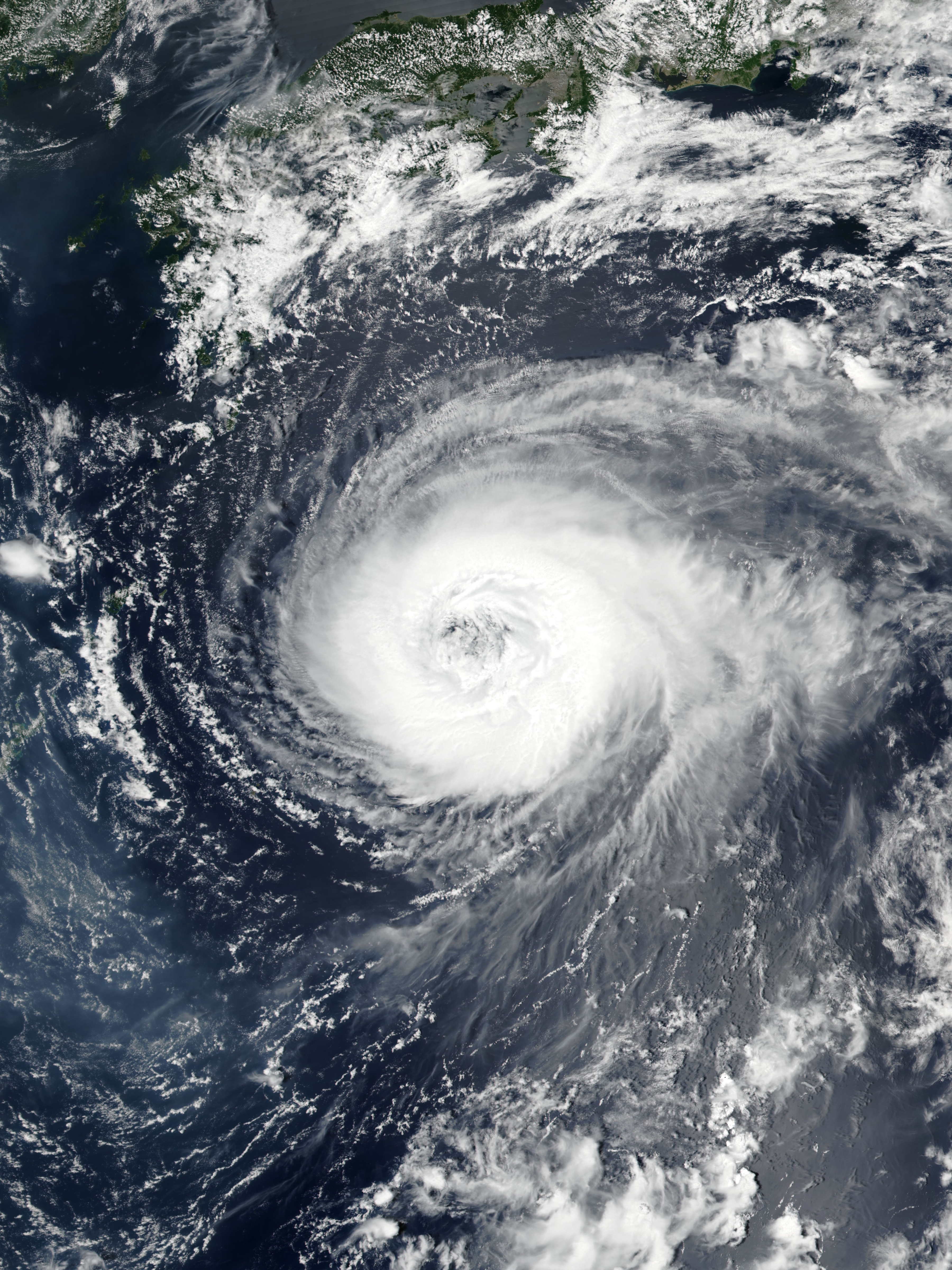
Tufão Noru enfraquecendo lentamente com características anulares ao sul do Japão em 3 de agosto

Em 31 de julho, Noru atingiu seu pico de intensidade por volta das 00:00 UTC com ventos sustentados de dez minutos em 175 km/h (109 mph) e a pressão central em 935 hPa (27,61 inHg). Ele permaneceu um sistema anular impressionante com um olho límpido, mas sem recursos de bandas, mas o JTWC o rebaixou para um tufão à tarde por causa do aquecimento recente do topo das nuvens. Viajando para noroeste ao longo de uma área de baixo conteúdo de calor oceânico e isolada de um fluxo bem definido, a tendência de enfraquecimento gradual de Noru tornou-se mais evidente no dia seguinte, o que também é indicado pela JMA.  Uma imagem de microondas mostrou uma parede do olho enfraquecida, enquanto o olho temporariamente não estava tão claro como antes. Desde o final de 1 ° de agosto, Noru apresentou um 95 km (59 mi) olho grande, mas irregular, de diâmetro, embora o anel convectivo ao redor do olho tenha se alongado gradualmente, especialmente no quadrante noroeste; enquanto isso, imagens de micro-ondas retrataram até mesmo uma quebra na parte noroeste da parede do olho. Noru estava estabelecendo um canal de saída do pólo que batia em um vale de latitude média localizado ao norte em 2 de agosto, e uma forte crista quase equatorial estava direcionando o tufão para uma área fraca na crista subtropical a noroeste, sendo o resultado dessa passagem de meia latitude.

Loop do satélite infravermelho de Noru passando pelas Ilhas Ōsumi em 5 de agosto

O olho irregular do Noru tornou-se enorme em 3 de agosto, com diâmetro de cerca de 110 km (68 mi). Apesar de manter um bom canal de saída do pólo em um nível superior baixo para o nordeste, o vale de latitude média apenas para o noroeste causou subsidência ao longo do quadrante noroeste e compensou as condições favoráveis, incluindo baixo cisalhamento do vento vertical e SSTs quentes, formando bandas convectivas profundas mais raso e mais. Tendo seguido para oeste relativamente mais rápido por um dia, Noru diminuiu novamente e virou para noroeste em 4 de agosto, ao longo da periferia sul de uma crista subtropical de camadas profundas sobre a Península Coreana e oeste do Japão. A convecção profunda na porção norte foi muito rasa no início do mesmo dia que levou o JTWC a relatar um sistema parcialmente exposto. À tarde, bandas convectivas voltaram a se intensificar e envolveram 70 km (43 mi) olho, mas o radar JMA retratou um olho muito maior, com diâmetro de cerca de 95 km (59 mi) a 110 km (68 mi). Em 5 de agosto, bandas convectivas profundas se apresentaram predominantemente no semicírculo sul do Tufão Noru, devido ao forte fluxo em direção ao equador e ao terreno de Kyushu, bem como das Ilhas Ōsumi. Apesar do cisalhamento do vento vertical moderado, as SSTs muito quentes em 31° C do Kuroshio ainda ajudava a sustentar a força do Noru. No entanto, o sistema enfraqueceu novamente em uma forte tempestade tropical por volta do meio-dia, quando o olho se deteriorou completamente, já que uma extensão da crista subtropical estava sufocando o tufão na periferia norte, resultando na deterioração do canal de saída do pólo.
Noru permaneceu quase estacionário e girando em torno de Yakushima até que acelerou para nordeste ao largo da costa sudeste de Kyushu em 6 de agosto, ao longo da fronteira oeste de uma extensão de cume de camadas profundas localizada a sudeste. Enquanto o olho lutava para se reformar, uma forte estrutura convectiva começou a envolver uma característica crescente de olho irregular mais tarde, sobre as SSTs em 29 ° C. Em 7 de agosto, Noru passou perto de Muroto, Kōchi às 10:00 JST (01:00 UTC) em 7 de agosto e atingiu a parte norte da província de Wakayama às 15:30 JST (06:30 UTC). Tanto o JMA quanto o JTWC rebaixaram o Noru a tempestade tropical por volta das 24:00 JST (15:00 UTC), devido ao enfraquecimento do sistema rastreado ao longo dos Alpes japoneses. Noru emergiu sobre o Mar do Japão da Prefeitura de Toyama por volta das 05:00 JST de 8 de agosto (20:00 UTC de 7 de agosto) e continuou a enfraquecer, já que a convecção profunda se deteriorou gradualmente devido ao terreno montanhoso.  Assim, o JTWC rebaixou o Noru a uma depressão tropical cerca de cinco horas depois e emitiu a sua aviso final devido ao LLCC mal definido e desorganizado à tarde. Em seguida, Noru tornou-se um ciclone extratropical por volta das 21:00 JST (12:00 UTC), antes de o sistema ser declarado dissipado pelo JMA em 9 de agosto.

## Preparação e impacto
No Japão, centenas de voos foram cancelados antes da tempestade e milhares de pessoas foram transferidas para zonas de evacuação.
Até 7 de agosto, duas pessoas foram mortas pela passagem do tufão Noru, ambas na prefeitura de Kagoshima. Um homem morreu devido aos ventos fortes de Noru. A outra vítima norueguesa era um pescador. As perdas econômicas totais no Japão foram contabilizadas em US $ 100 milhão.